# Écart de Fulton
Pour les articles homonymes, voir Fulton.

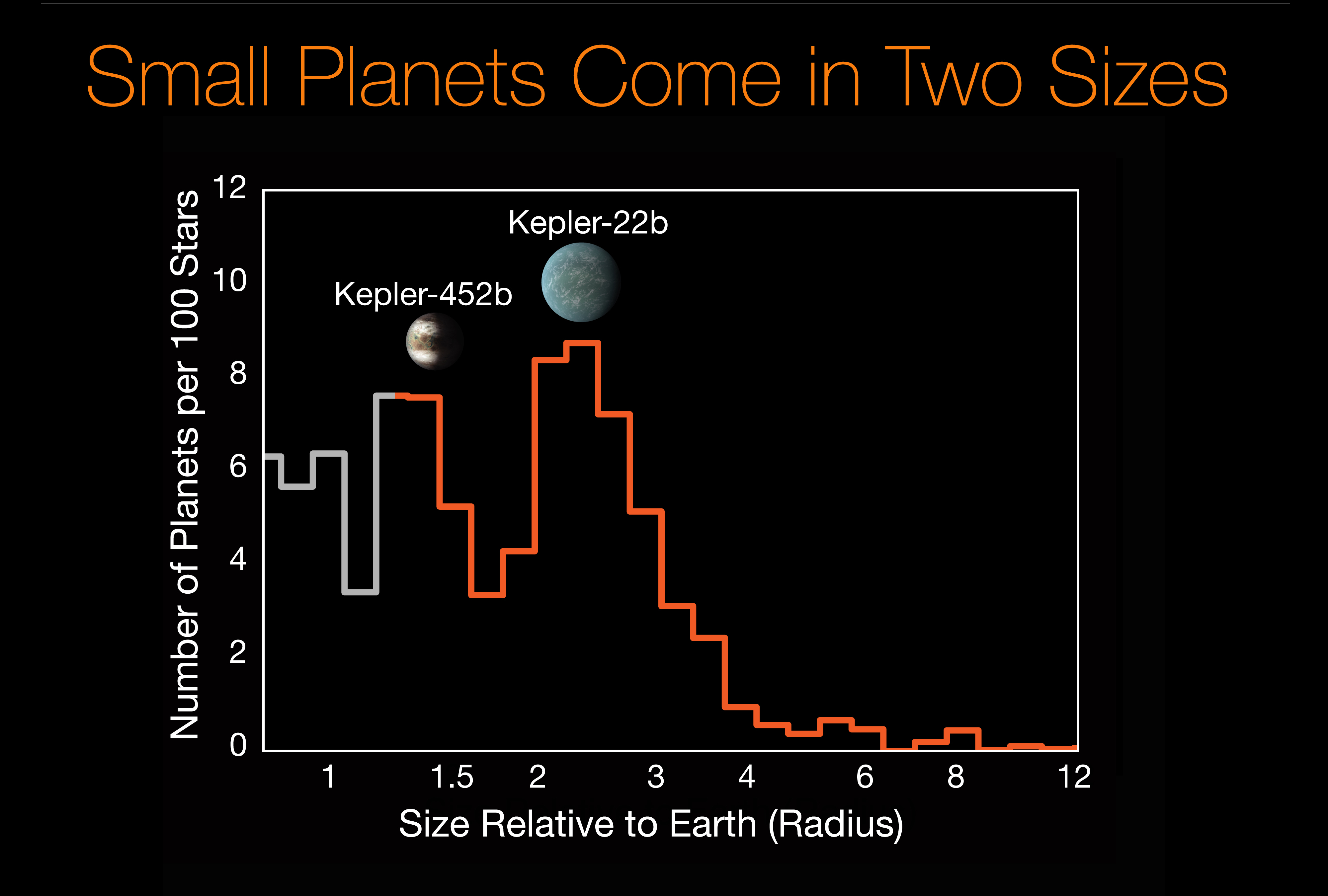
Illustration du fossé de Fulton, entre les 2 exoplanètes Kepler-452 b et Kepler-22 b.

L'écart de Fulton,,,, fossé de Fulton ou lacune de Fulton (en anglais Fulton gap), nommé d'après l'astrophysicien Benjamin J. Fulton, qui l'a découvert, décrit le creux qui apparaît dans les graphiques où les exoplanètes sont classées selon leur rayon et le nombre correspondant de représentantes découvertes à ce jour, en pourcentage. Le fossé apparaît sur l'intervalle des tailles comprises entre 1,5 et 2,0 rayons terrestres,.
Benjamin J. Fulton a décrit pour la première fois le phénomène dans sa thèse de doctorat, pour laquelle il a remporté le prix Robert J. Trumpler,.